# Miasma (The Black Dahlia Murder)
Miasma è il secondo album della band metalcore/melodic death metal statunitense The Black Dahlia Murder, pubblicato nel 2005 dalla Metal Blade.

## Tracce
1. Built For Sin – 1:15
2. I'm Charming – 2:55
3. Flies – 3:27
4. Statutory Ape – 3:42
5. A Vulgar Picture – 3:38
6. Novelty Crosses – 3:52
7. Dave Goes To Hollywood – 3:59
8. Miscarriage – 3:09
9. Spite Suicide – 2:52
10. Miasma – 4:41

## Formazione
- Trevor Strnad - voce
- John Kempainen - chitarra
- Brian Eschbach - chitarra
- David Lock - basso
- Zach Gibson - batteria